# Viaje con nosotros
Viaje con nosotros va ser un programa de televisió emès per la cadena espanyola TVE en 1988 i conduït pel cantant i actor Javier Gurruchaga.

## Format
Programa de varietats que incloïa humor, paròdies, música i entrevistes, tot això marcat per la forta personalitat del seu presentador, el cantant i xouman Javier Gurruchaga, personatge caracteritzat per l'histrionisme.
A destacar el decorat, obra de l'escenògraf, Gerardo Vera, que rememora una vella carpa de circ, amb elements de la novel·la de Jules Verne i el futurisme vuitcentista.
Entre els moments més recordats del programa es troba la imitació satírica d'una entrevista de la periodista Victoria Prego al llavors President del Govern d'Espanya Felipe González, encarnats per al sketch respectivament pel mateix Gurruchaga i l'actor francès Hervé Villechaize, que patia nanisme però que presentava una enorme semblança física amb González.

## Polèmiques
L'espai va ser objecte de dures crítiques per l'emissió el 23 de febrer de 1988, amb l'actuació dels Joglars i Albert Boadella, en el qual es va ironitzar sobre la Verge de Montserrat, el Futbol Club Barcelona i Jordi Pujol, en aquells dies President de la Generalitat. Es van produir crítiques de Joan Hortalà, d'ERC, de l'arquebisbat de Barcelona, del FC Barcelona i de Jorge Fernández Díaz, llavors president d'Aliança Popular a Catalunya que va sol·licitar la retirada immediata del programa.
El 10 de maig de 1988, es va parodiar una Missa Catòlica, amb Gurruchaga oficiant de sacerdot, i la col·laboració, entre d'altres, de Julieta Serrano, Antonio de Senillosa, Félix Rotaeta, José Legrá, Narciso Ibáñez Menta i Sara Montiel.

## Equip
- Direcció: Javier Gurruchaga
- Guió: 
  - Almudena Belda
  - Javier Gurruchaga
  - Carlos López Tapia
  - Máximo Pradera
  - Igor Reyes-Ortiz
- Producció: Juan A. Valenzuela
- Disseny artístic: Gerardo Vera
- So:
  - Alfonso Martín Arahuetes
  - Carlos Moreno Leal

## Premis
- Premis Ondas 1988
- Fotogramas de Plata 1988 a Javier Gurruchaga

## Convidats (selecció)
- Albert Boadella
- Ana Obregón
- Antonio de Senillosa
- Antonio Resines
- Bertín Osborne
- Camilo José Cela
- Chumy Chúmez
- Cristina Almeida
- Fernando Arrabal
- Fernando Savater
- Francisco Maestre
- Guillermo Montesinos
- Iñaki Perurena
- Joe Cocker
- José Legrá
- Julieta Serrano
- Luis Antonio de Villena
- Luis Escobar
- Luz Casal
- Maruja Torres
- Miguel Bosé
- Miguel Ríos
- Nacha Pop
- Narciso Ibáñez Menta
- Nina Hagen
- Pedro Almodóvar
- Pitita Ridruejo
- Sara Montiel
- Terenci Moix
- The Manhattan Transfer
- Tino Casal
- Victoria Abril